# La Almarcha
La Almarcha è un comune spagnolo di 415 abitanti situato nella comunità autonoma di Castiglia-La Mancia.